# Antônio Felício dos Santos
Antônio Felício dos Santos (Diamantina, 8 de janeiro de 1843 – Rio de Janeiro, 6 de setembro de 1931) foi um médico brasileiro.
Foi eleito membro honorário da Academia Nacional de Medicina em 1903, onde é patrono da cadeira 33.